# Gryon
Gryon (toponimo francese) è un comune svizzero di 1 375 abitanti del Canton Vaud, nel distretto di Aigle.

## Storia

### Simboli
Lo  stemma è stato ideato nel 1922 e riporta nella parte superiore una croce trifogliata, simbolo dell'abbazia di San Maurizio, alla quale il paese apparteneva. Nella parte inferiore due scuri simboleggiano la determinazione con cui gli abitanti del villaggio abbatterono i pali con cui i bernesi avevano delimitati i boschi nel XVII secolo, quando il villaggio non dipese più dalla città di Berna.

## Monumenti e luoghi d'interesse

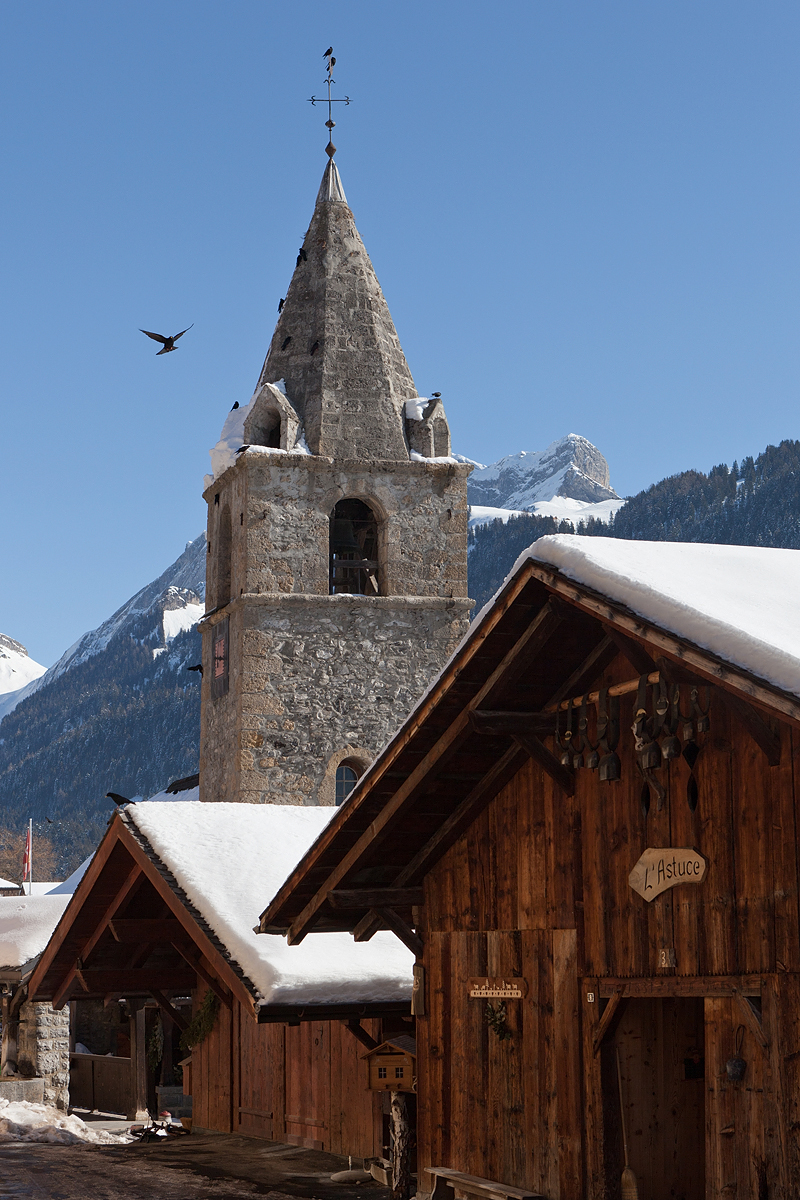
La chiesa di San Giovanni

- Chiesa riformata di San Giovanni, attestata dal XIII secolo[2].

## Società

### Evoluzione demografica
L'evoluzione demografica è riportata nella seguente tabella:
Abitanti censiti

## Economia
Gryon è una località turistica, sviluppatasi dagli anni 1860; dagli anni 1970-1980 si è sviluppata una stazione sciistica nelle località La Barbouleuse e Les Chaux.

## Infrastrutture e trasporti

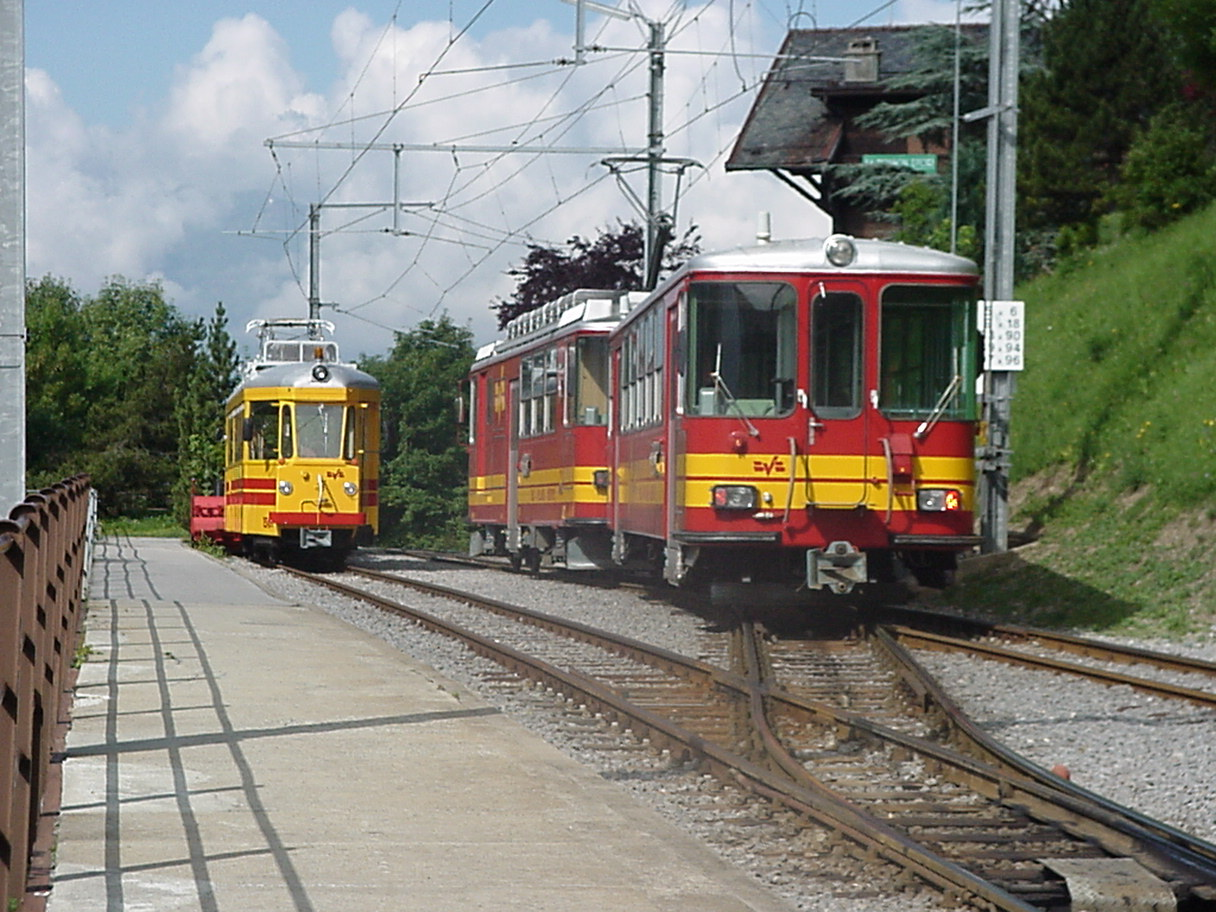
La stazione di Gryon

Gryon è servito dall'omonima stazione sulla ferrovia Bex-Villars-Bretaye.

## Amministrazione
Ogni famiglia originaria del luogo fa parte del cosiddetto comune patriziale e ha la responsabilità della manutenzione di ogni bene ricadente all'interno dei confini del comune.